# Aldea, Harghita
Aldea (maghiară Abásfalva) este un sat în comuna Mărtiniș din județul Harghita, Transilvania, România.

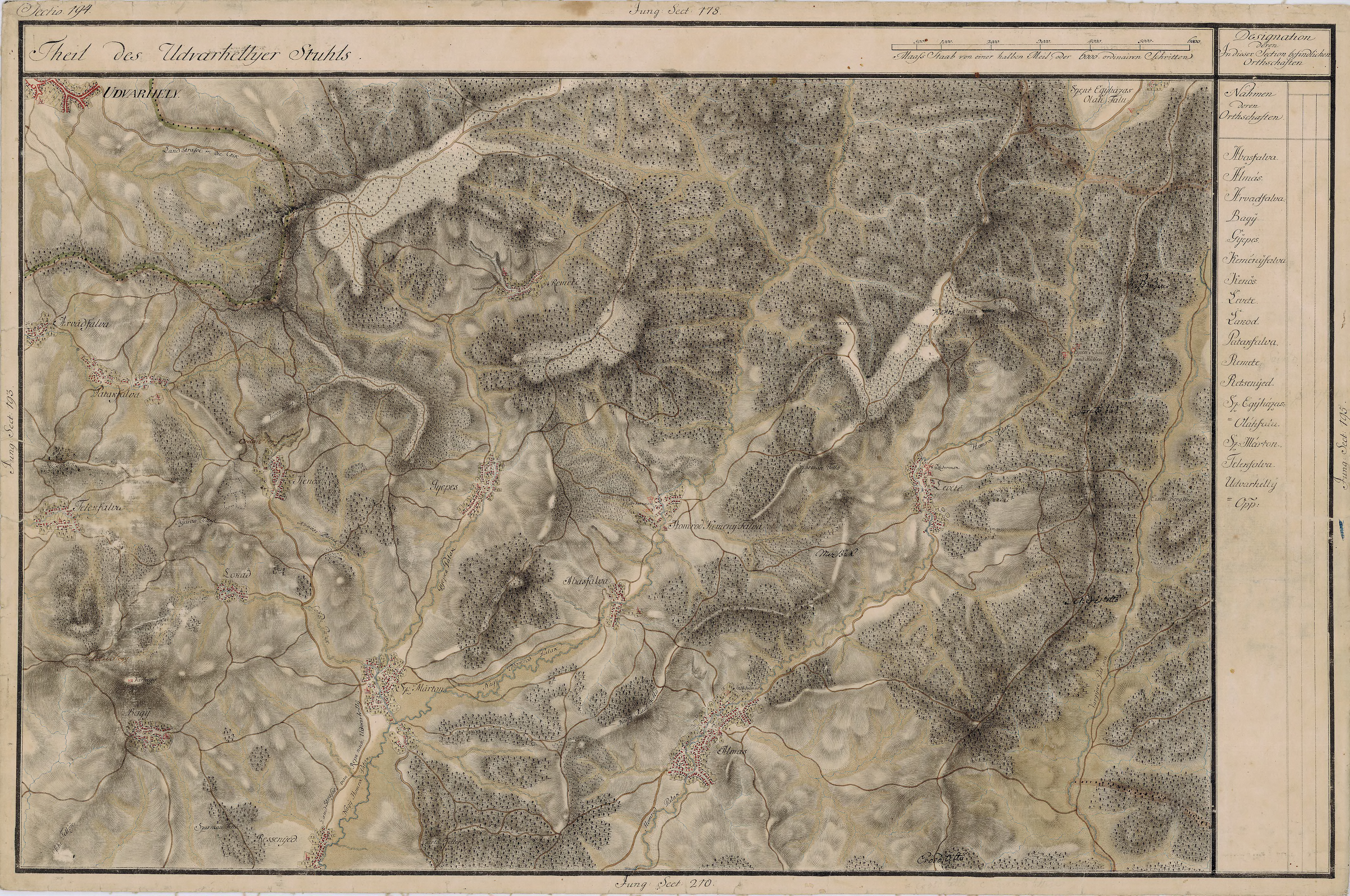
Aldea pe Harta Iosefină a Transilvaniei, 1769-1773

## Diverse
În mod tradițional, localnicii folosesc pentru uz casnic saramura concentrată extrasă dintr-o fântână de slatină.

## Imagini

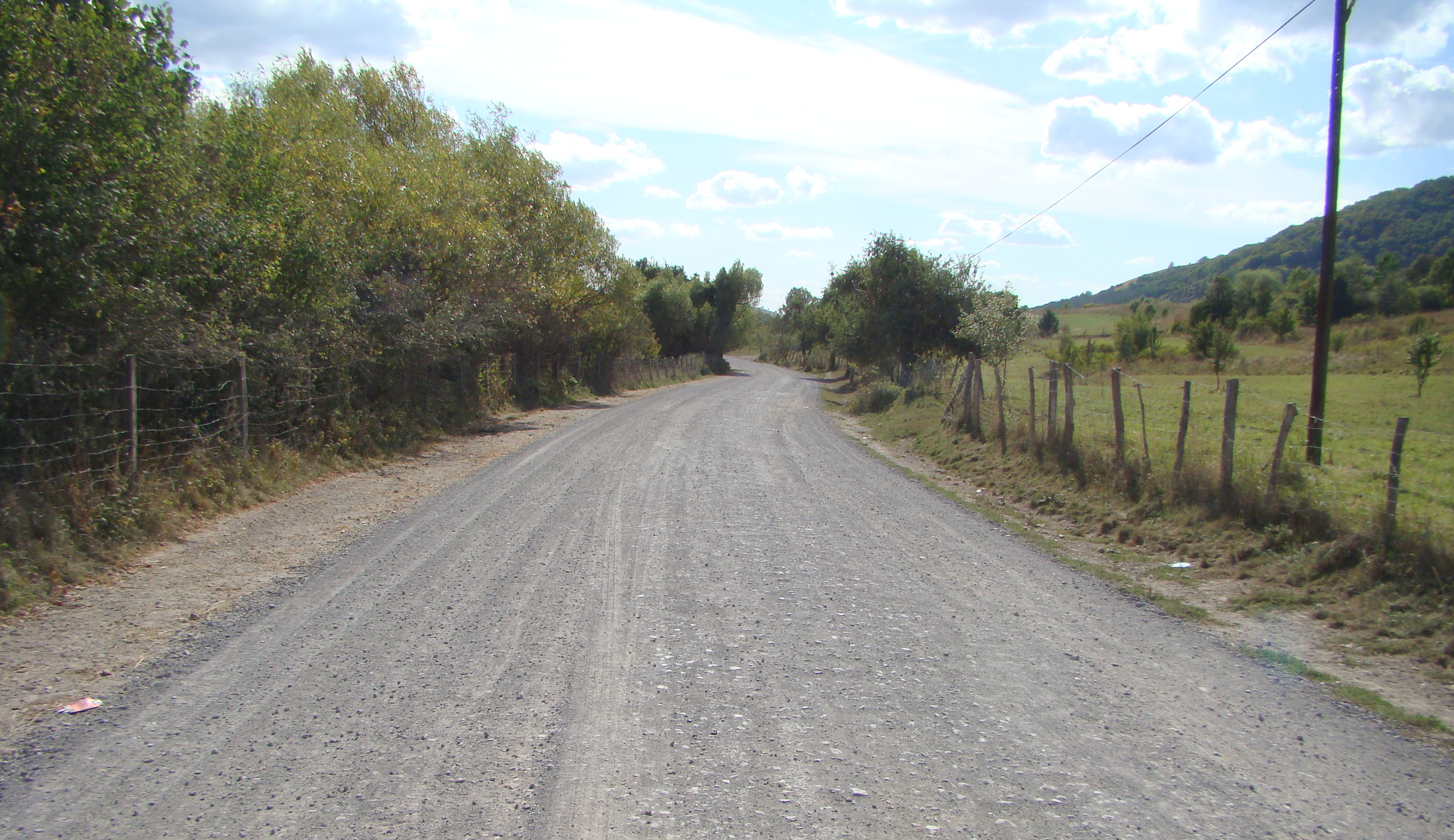
Drumul Mărtiniș-Aldea
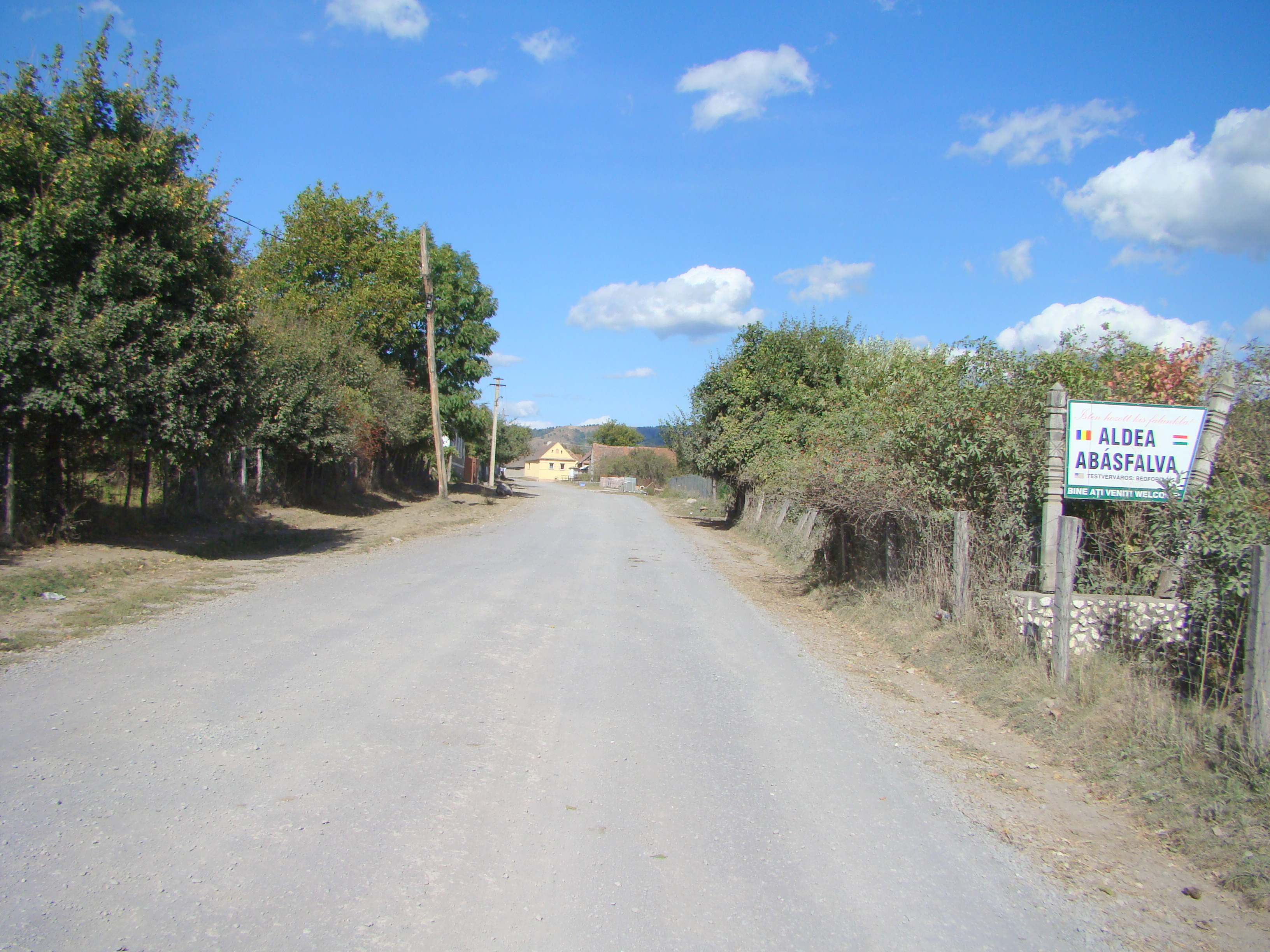
Intrarea în localitate
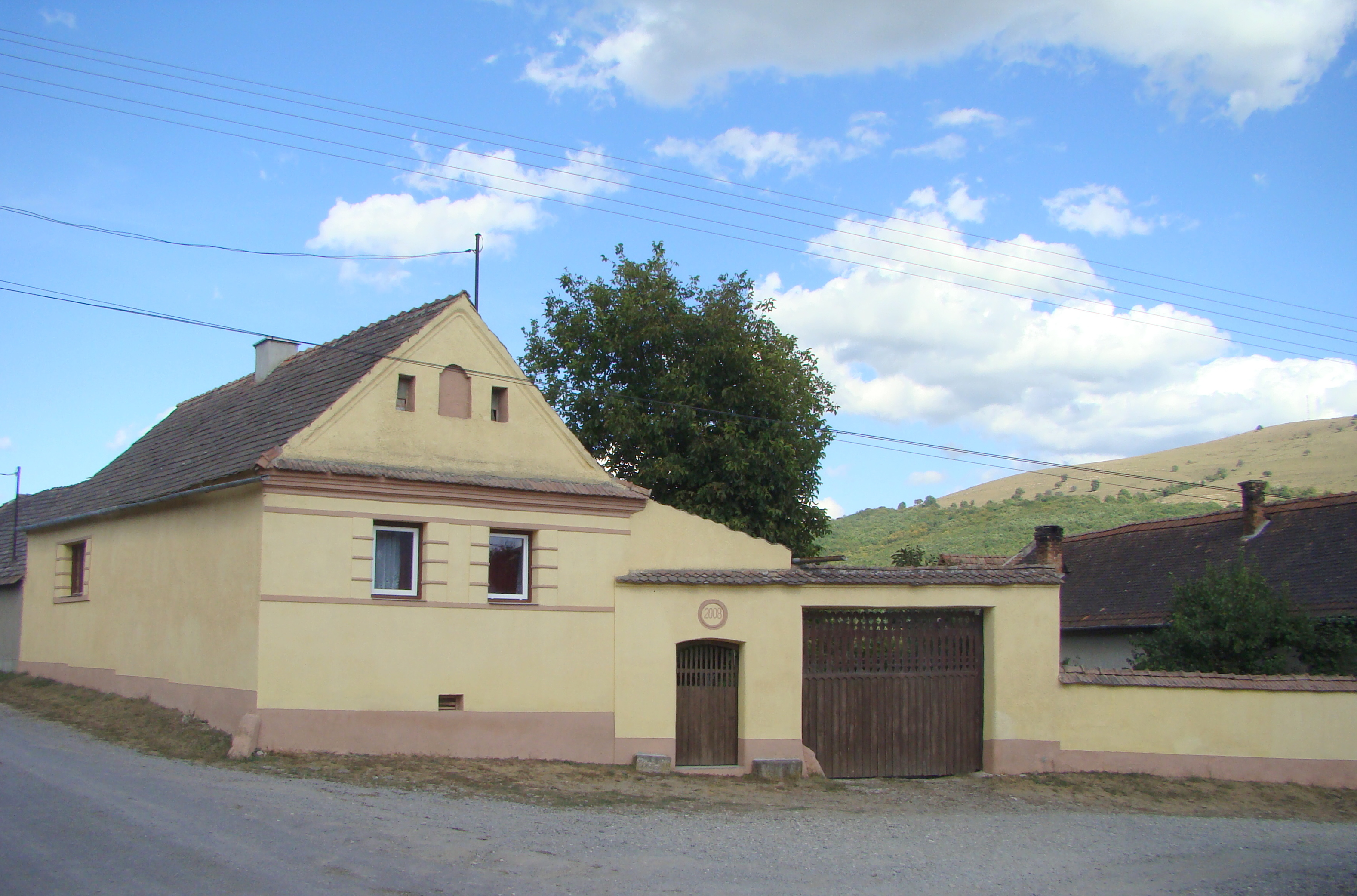
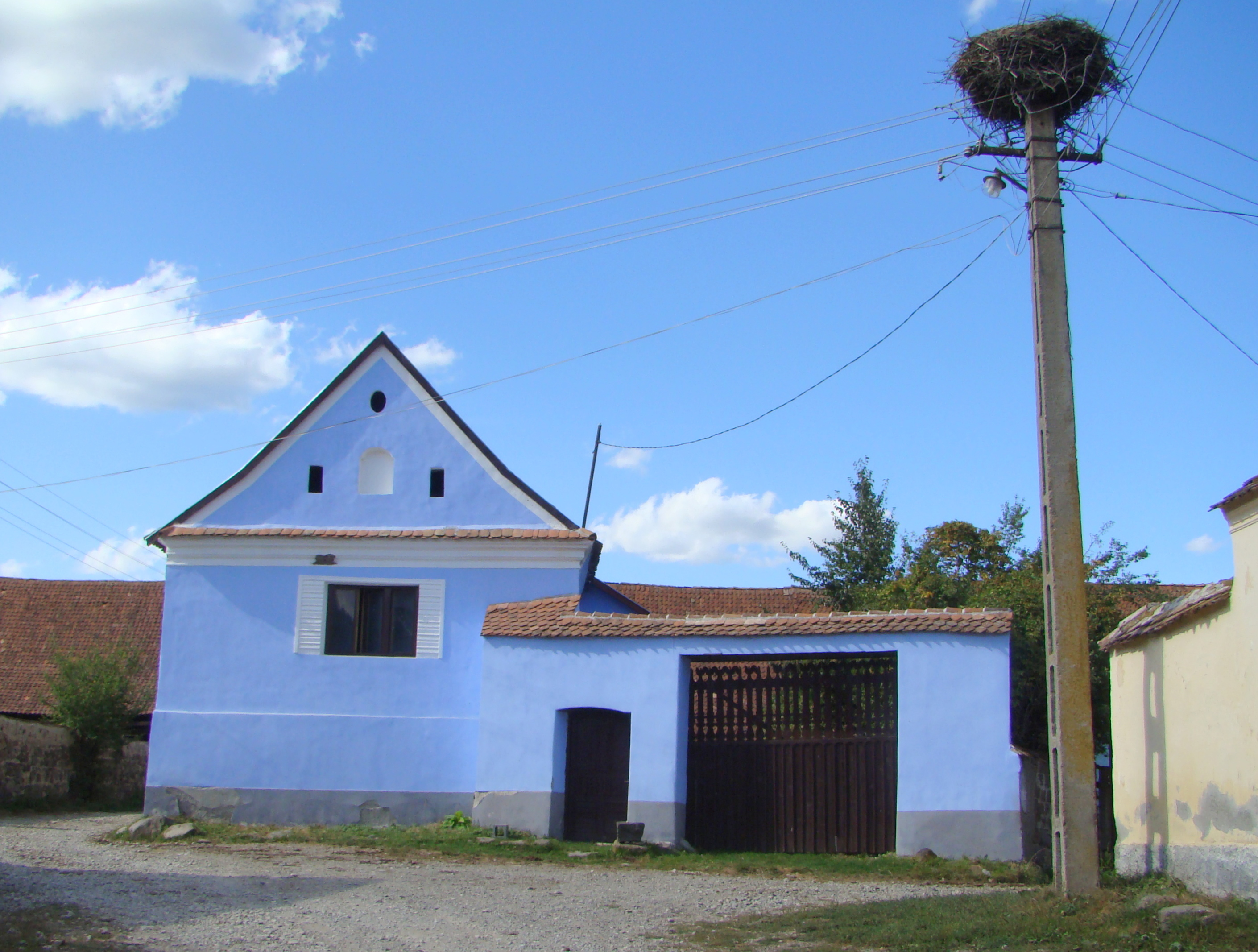
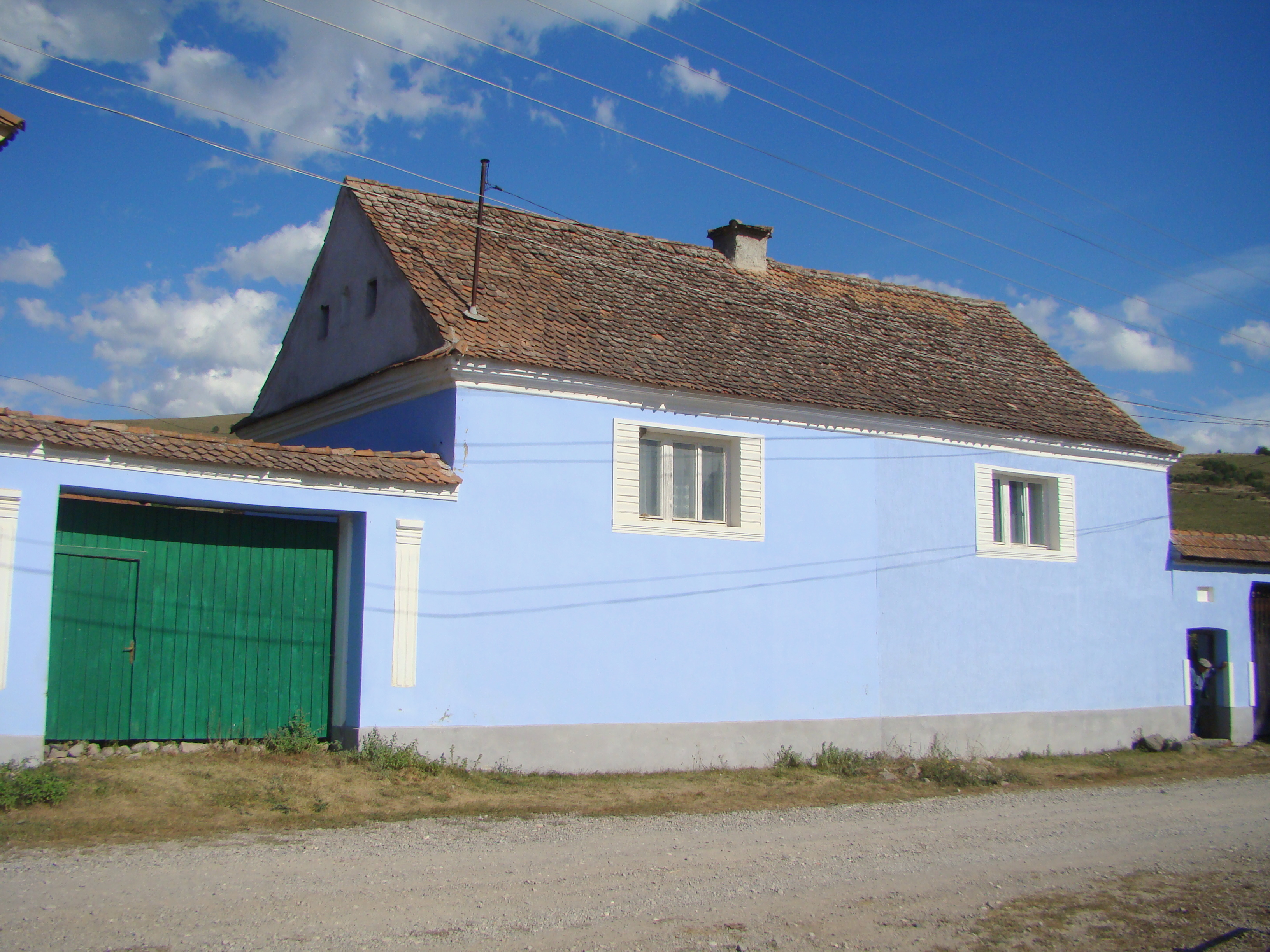
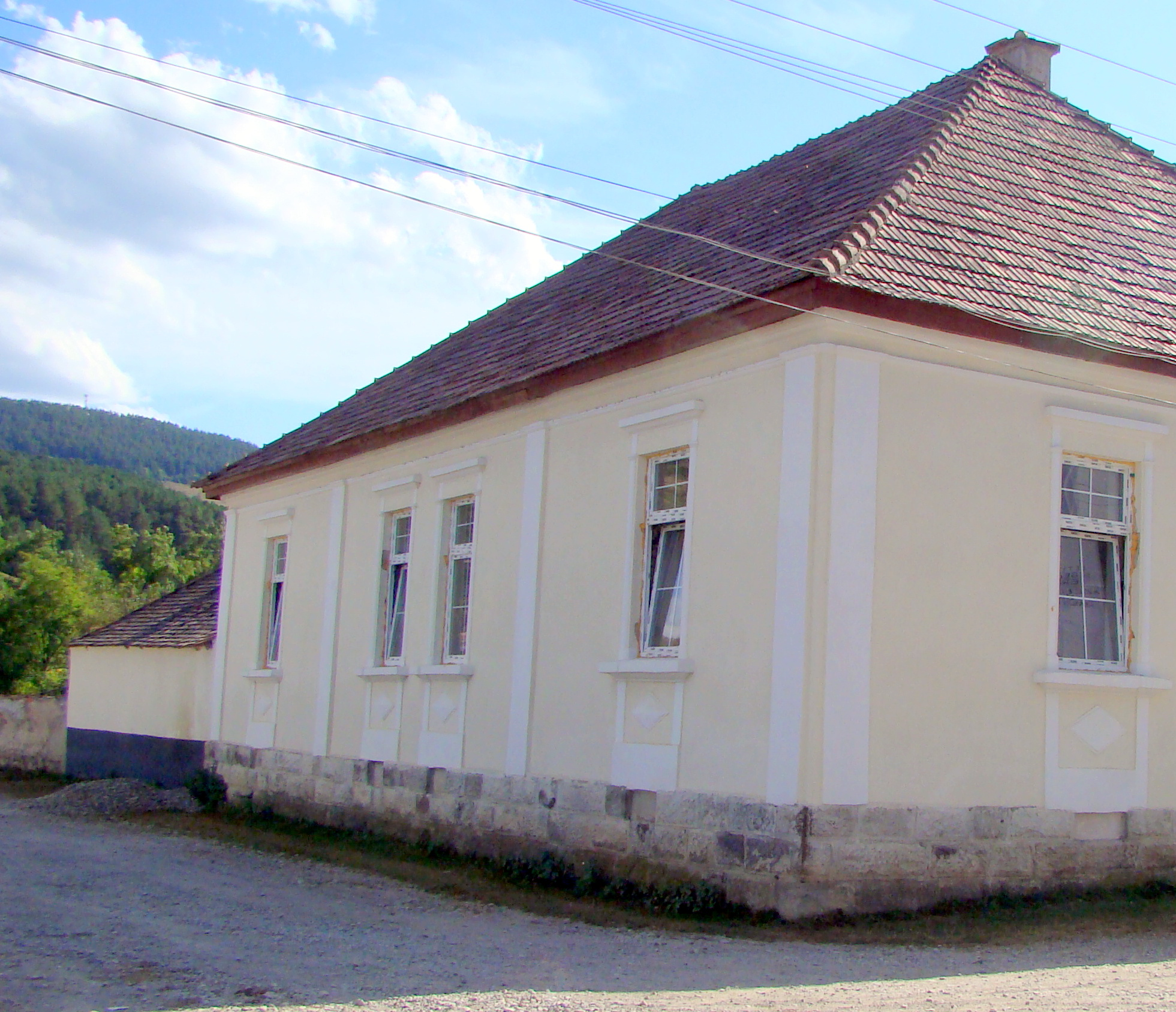
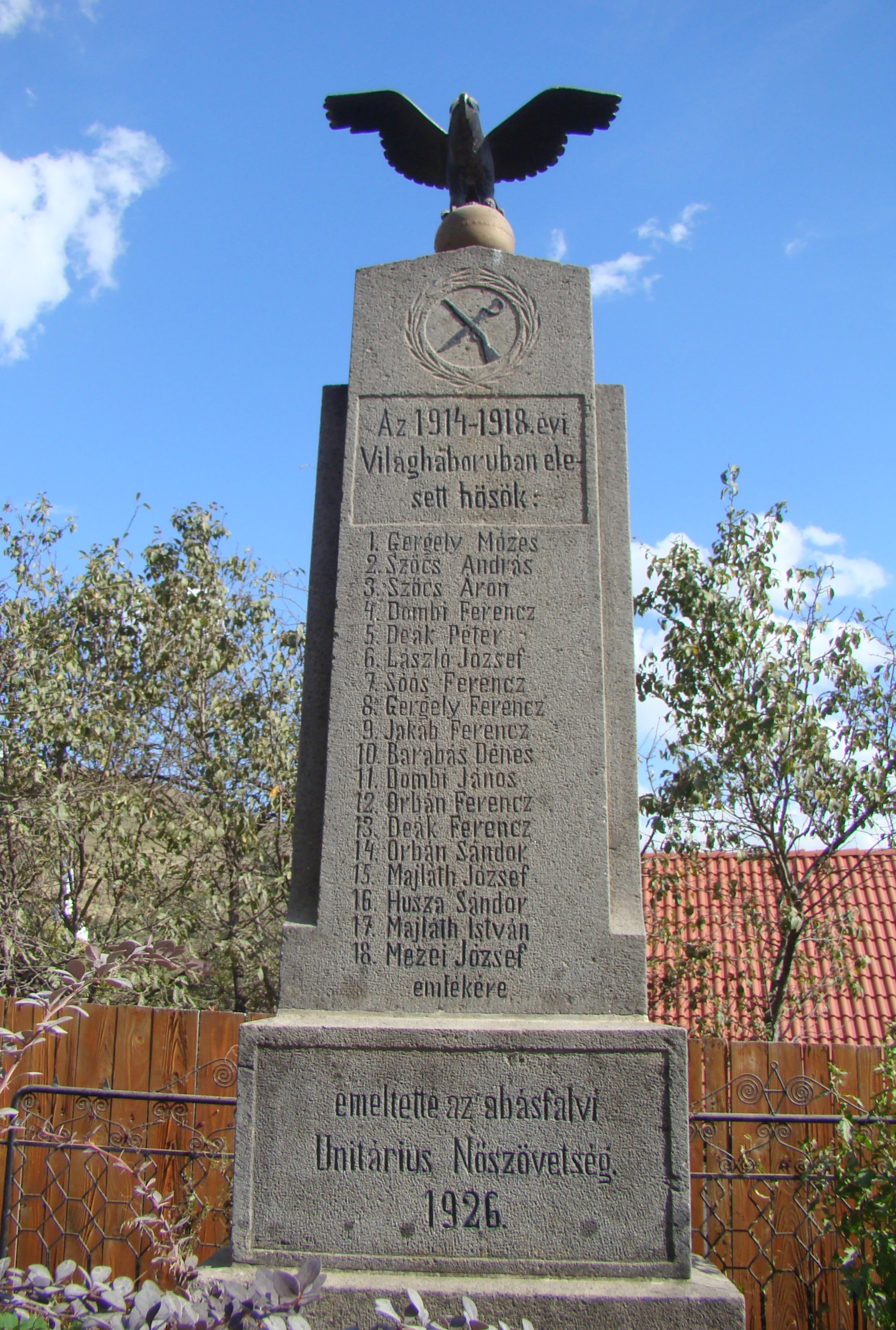
Monumentul eroilor
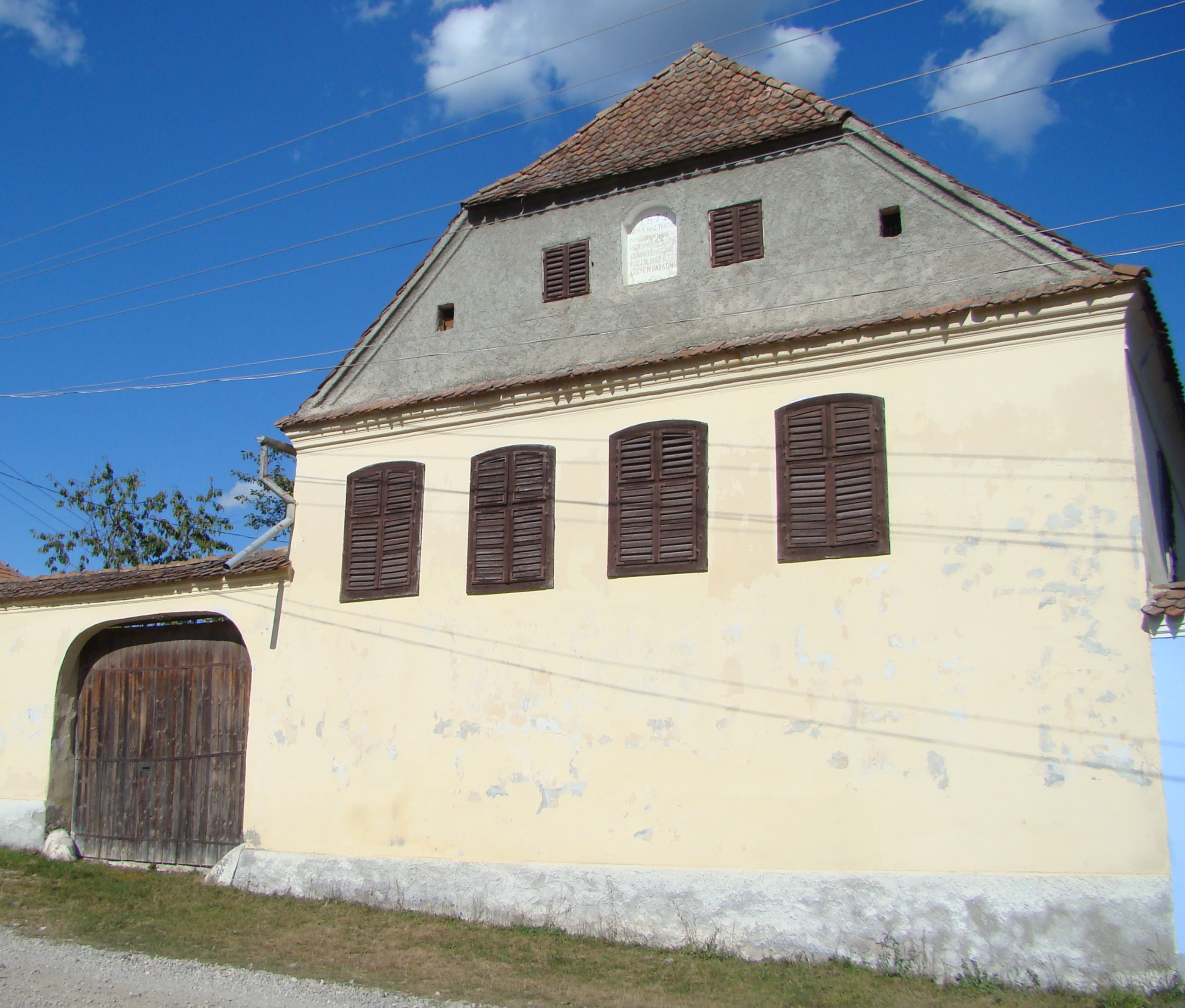
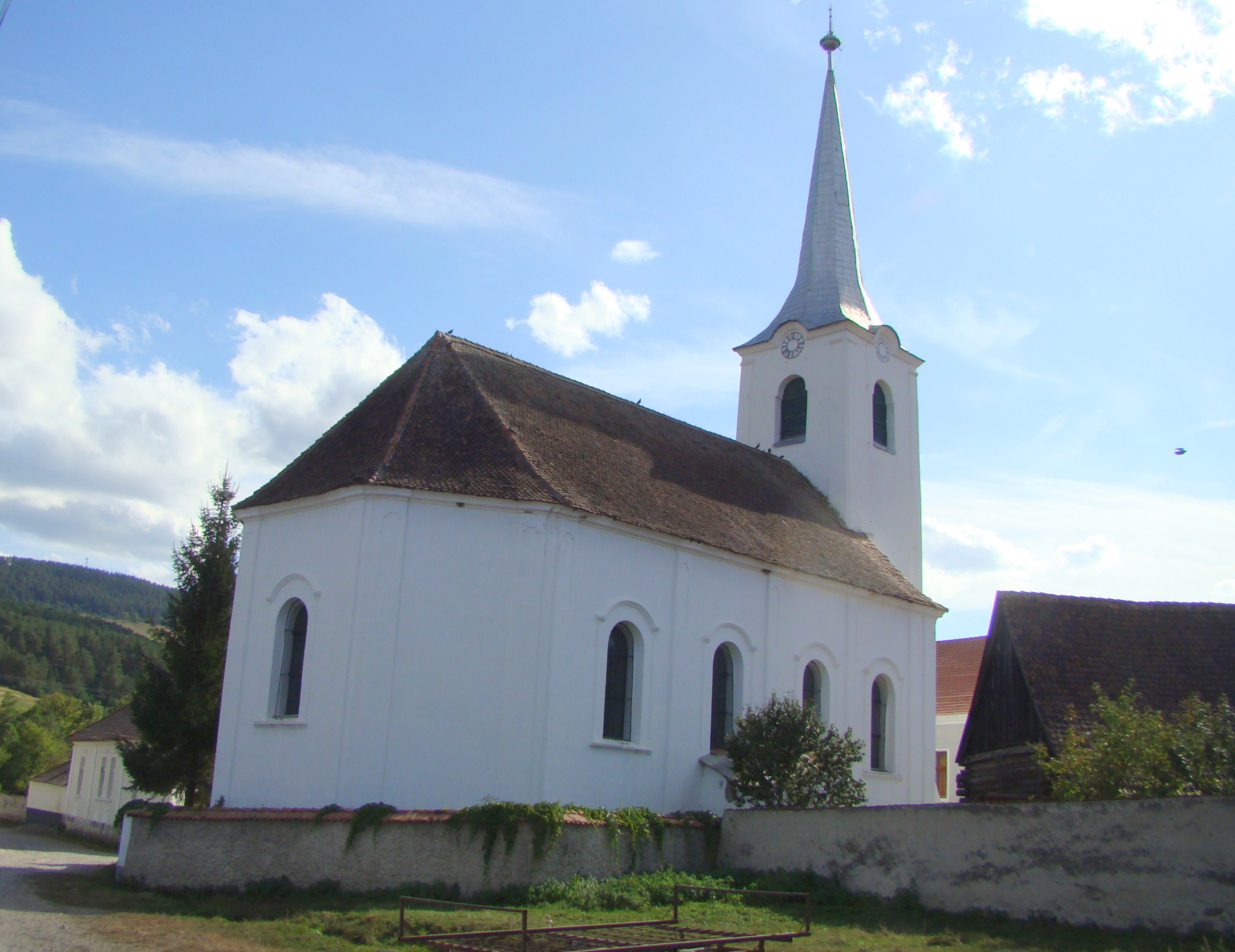
Biserica reformată
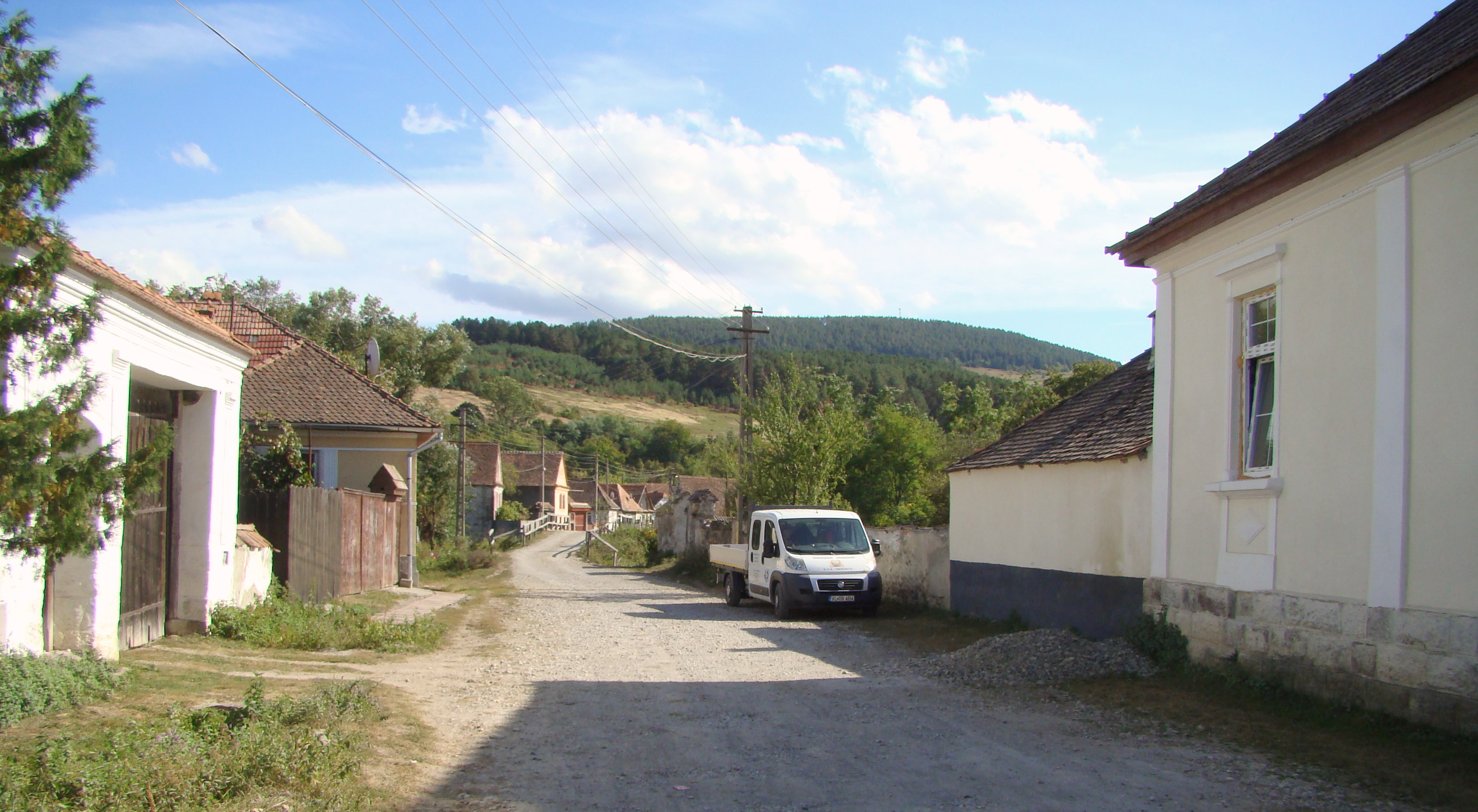